# 애니맥스 (대한민국의 텔레비전 채널)
애니맥스(Animax)의 대한민국 채널은 대한민국의 케이블 및 위성 텔레비전 채널로 주로 애니메이션 작품을 방송하며, 미국 소재 소니 픽처스 텔레비전과 한국디지털위성방송(현 KT 스카이라이프)의 합작사인 애니맥스브로드캐스팅코리아에 의해 2006년 5월 1일에 개국하였다. 일본의 소니 픽처스 엔터테인먼트 재팬에서 운영하는 동명의 채널의 대한민국판으로, 주로 일본의 애니메이션을 방송하고 있으나, 대한민국의 방송 관련 규제에 따라 대한민국을 비롯한 다른 나라의 애니메이션 작품도 편성 중이다.
주문형 비디오 서비스인 애니맥스 플러스의 대한민국판(스핀 A)을 운영하고 있었으나 2019년 12월 31일 서비스 종료되었다.

## 역사

### 배경
2002년 3월 1일에 위성 텔레비전 방송 사업자인 스카이라이프가 사업을 개시할 때, 당시 온미디어가 운영하던 애니메이션 전문 케이블 텔레비전 채널인 투니버스가 스카이라이프의 송출 채널 목록에 있었으며, 대원미디어에서 설립한 애니원 TV도 스카이라이프 독점 채널로서 사업 개시와 함께 송출 목록에 있었다. 그러나 케이블 업계 내의 여러 로비 논란으로 인해 투니버스가 2003년 1월 1일부터 스카이라이프 송출을 중단하였고, 애니원 TV도 한국에서의 IPTV 서비스가 상용화되기 이전에, 2004년 1월 1일부터 대한민국의 종합유선방송 플랫폼에 진출하기 시작하였다.

### 개국
스카이라이프는 이에 대응하기 위한 수단으로 자체적으로 독점 송출 애니메이션 채널을 두기로 방침을 정하였고 2006년 3월에 미국의 소니 픽처스 텔레비전 인터내셔널(SPTI)과의 합작으로 애니맥스브로드캐스팅코리아를 설립하여 같은해 4월 29일에 개국하였다. 처음에는 스카이라이프 651번 채널에서 방송이 개시되었으나, 개국 1주년을 전후한 2007년 5월에 투니버스가 사용하던 채널 번호인 656번으로 변경되었다.
이후 KT스카이라이프와 간접적 계열관계에 있었던 KT의 메가TV에 채널 및 콘텐츠를 공급하기로 계약하고, 2008년 11월 17일부터 실시간 방송이 개시되어 대한민국의 애니메이션 채널 중 최초로 IPTV에 진출했다. 2009년 3월 30일에는 SK브로드밴드의 브로드앤TV를 통해서도 송출하기 시작하였다.
2010년 4월 5일부터는 전국의 주요 유선방송 사업자들을 통해 디지털 케이블 TV를 통해 송출하기 시작하였다. 이후 2011년 7월 11일부터 케이블 TV에서도 송출하게 되었는데 기존 사업자들 외에 복수 사업자들까지 방송을 송출하게 되면서 가시청 가구수가 전국 1200만 가구로 확대되었다.
이후에는 일본 현지에서 방영되는 신작 일본 애니메이션을 한국과 일본간 동시방영하는 자막방송 체제로 변경하였다.

## 성우 캐스팅
2006년 개국 당시에는 다른 애니메이션 채널(투니버스, 대원방송 등)과 같이 한국어 더빙 방송을 통해서 일본 애니메이션을 방송해왔다. 다만 이들과는 달리 별도의 자사 성우를 공채하는 대신 외부 성우를 통해서 캐스팅을 하는 방식으로 진행되었으며 지상파 및 케이블 방송(투니버스 등) 출신의 성우들을 캐스팅하였다. 별도의 자사 공채 성우는 없다.

## 일본 애니 한일 동시방영 및 자막방송
2006년 개국 당시에는 기존의 애니메이션 채널과 마찬가지로 대한민국의 성우 목소리를 통한 애니메이션 더빙 방송으로 진행하였다. 자사 공채성우는 없으며 지상파 및 케이블 투니버스 출신 외부 성우들을 캐스팅하여서 일본 애니메이션 더빙 방송을 하였다.
2013년 케이블 채널로 진출 이후로는 애니플러스처럼 일본 애니메이션 한일간 동시방영 체제로 변경하여 일본의 성우 목소리가 나오는 일본어 자막방송을 통해서 일본 애니메이션을 1,2일 및 2,3일 간격으로 한국에 방영하고 있다.

## 방영작
- 이니셜 D
- 우미쇼 수영부
- 그녀는 매직걸
- 오토기조시
- 암굴왕
- 갤럭시 엔젤
- 갤럭시 엔젤 A
- 갤럭시 엔젤 A to Z
- 오늘부터 마왕
- 반지의 비밀일기
- 안녕! 괴발개발
- 마음의 소리
- DNA2
- 수라바야 전투
- 파라다이스 키스
- 요괴인간
- 진월담 월희
- 건X스워드
- 건퍼레이드 오케스트라
- 공주님 조심
- 블랙캣
- 오늘부터 마왕
- 은반의 수호천사
- 제로의 사역마
- 지옥소녀
- 지옥소녀 2
- 딸기 100%
- 머더 프린세스 OVA
- 에어기어
- 레드가든
- 천원돌파 그렌라간
- 작안의 샤나
- 페이트 스테이 나이트
- 카논 리메이크
- 제비뽑기 언밸런스 OVA
- 로미오X줄리엣
- 채운국 이야기
- 허니와 클로버 2
- 교향시편 에우레카 세븐
- 베이브 마이 러브
- NHK에 어서오세요!
- 크게 휘두르며
- 러브 콤플렉스
- 로미오X줄리엣
- 제로의 사역마ㅣ제로의 사역마:쌍월의 기사
- 제로의 사역마: 삼미희의 윤무 (4기는 애니플러스 방영)
- 오! 나의 여신님 - 싸움의 날개
- 크게 휘두르며
- 모레의 방향
- 뱀부 블레이드
- 디 그레이맨
- 소녀왕국 표류기
- 소년 음양사
- 스즈미야 하루히의 우울
- 유리함대
- S.A. 스페셜 에이
- 펌프킨 시저스
- 바카노!
- 소녀왕국 표류기
- 소년 음양사
- 모레의 방향
- 레드가든
- 드루아가의 탑2
- 서쪽의 착한 마녀
- AIR
- 유리함대
- 흑의 계약자
- 네기마?!
- 하야테처럼! (1기)
- 멋진 탐정 라비린스
- 노다메 칸타빌레
- 바람의 성흔
- 테니스의 왕자 OVA
- 작안의 샤나 2
- 지구로..
- 수신연무
- 드루아가의 탑2
- 델토라 퀘스트
- 로미오X줄리엣
- 케이온
- 블레스레이터
- 케이온! 2기
- 하야테처럼!!(2기)
- 노다메 칸타빌레: 파리 편
- 스킵 비트
- 어떤 마술의 금서목록
- 뱀파이어 기사
- 뱀파이어 기사: Guilty
- 20면상의 딸
- 크게 휘두르며: 여름 대회 편
- 토라도라! (OVA는 미방영)
- 코바토
- 노다메 칸타빌레: 피날레
- 디지몬 세이버즈
- 성룡의 대모험
- 20면상의 딸
- 닌자의 왕
- 크게 휘두르며 2기
- 어떤 마술의 금서목록
- 다커 댄 블랙: 유성의 제미니
- 중2병이라도 사랑이 하고 싶어
- 다커 댄 블랙: The Gaiden
- 블리치 3
- 작안의 샤나:F
- 다커 댄 블랙: 유성의 쌍둥이
- 어떤 마술의 금서목록 2
- 어떤 과학의 초전자포
- 오늘부터 마왕 3
- 인류는 쇠퇴했습니다
- 오늘부터 마왕 R
- 헌터X헌터 리메이크
- 작안의 샤나 S
- 중2병이라도 사랑이 하고 싶어;연
- 암살교실
- 식극의 소마 (2기는 애니플러스 방영)
- 종말의 세라프
- 울려라! 유포니엄 1기 (2기는 애니플러스 방영)
- 전희절창 심포기어 GX (5기는 미방영)
- 혈계전선
- 마법소녀 리리컬 나노하 VIVID
- 이 멋진 세계에 축복을!
- 암살교실 2기
- 리라이프
- 이 미술부에는 문제가 있다!
- 이 멋진 세계에 축복을! 2기
- 메이드 인 어비스
- 뱅 드림! (2,3기는 애니플러스 방영)
- 이세계는 스마트폰과 함께
- 변변찮은 마술강사와 금기교전
- 지옥소녀: 요이노토기
- 결벽남자! 아오야마 군
- 뉴게임 시즌2
- 클락워크 플래닛
- 십이대전
- 왕 게임
- Evil or Live
- 보석의 나라
- 3월의 라이온 2기
- 장난을 잘 치는 타카기 양 (2기는 넷플릭스에서 공개)
- 데스마치에서 시작되는 이세계 광상곡
- 일하는 세포
- 우리 메이드가 너무 짜증나!
- 좀비랜드 사가
- 하이큐 세컨드 시즌 (더빙)
- 어떤 마술의 금서목록 3
- 히모테 하우스
- 해골 서점 직원 혼다 씨
- 하늘과 바다의 사이
- 골든 카무이 part 2
- 스노하라장의 관리인 씨
- 무효와 로지의 마법률 상담 사무소 (2기는 애니플러스 방영)
- 유라기장의 유우나씨
- 치오짱의 통학로
- 이세계 마왕과 소환 소녀의 노예 마술
- ISLAND
- 노을빛 소녀
- 벨제붑 아가씨의 뜻대로
- 내가 좋아하는 것은 여동생이지만 여동생이 아니야
- 이웃집 흡혈귀 씨
- 히나마츠리
- 마법소녀 나
- 닐, 아드미라리의 천칭
- 코믹 걸즈
- 즐겁게 놀아보세
- 유루캠
- 카구야 님은 고백 받고 싶어
- 귀멸의 칼날
- 우리는 공부를 못해
- 어떤 과학의 일방통행
- 한밤의 오컬트 공무원
- 현자의 손자
- 한때는 신이었던 짐승들에게
- 우리는 공부를 못해 2기
- 요리왕 비룡 더 마스터 (더빙)
- 저, 능력은 평균치로 해달라고 말했잖아요!
- 초인 고교생들은 이세계에서도 여유롭게 살아가나 봅니다!
- 일하는 세포 (더빙)
- 엔드로~!
- 마나리아 프렌즈
- 마법소녀 특수전 아스카
- 위즈
- 동거인은 무릎, 때때로 머리 위.
- 나에게 천사가 내려왔다!
- 엔드로~!
- 마나리아 프렌즈
- 요리왕 비룡 리메이크
- 아픈 건 싫으니까 방어력에 올인하려고 합니다
- 역시 내 청춘 러브코메디는 잘못됐다. 완
- 글레이프니르
- 다윈즈 게임
- 허구추리
- 하이큐 TO THE TOP
- 팔남이라니, 그건 아니지!
- 카구야 님은 고백받고 싶어
- 치하야후루 3기
- 소라의 날개
- 여친, 빌리겠습니다
- 우자키 양은 놀고 싶어!
- 드래콘 퀘스트:타이의 대모험
- 우국의 모리어티
- 귀멸의 칼날: 무한열차 편
- 귀멸의 칼날: 환락의 거리 편
- 그녀도 여친
- 거미입니다만, 문제라도?
- 드래곤 퀘스트: 다이의 대모험 (더빙)
- 선배가 짜증나는 후배이야기
- 세계 최강의 암살자, 이세계 귀족으로 전생하다
- 신 닌자보이 란타로 (더빙)
- 이 멋진 세계에 축복을! 시리즈 (더빙)
- 진정한 용사가 아니라고 했기 때문에, 변경에서 슬로우 라이프 하기로 했습니다.
- 전투원, 파견합니다!
- 좀비 랜드 사가 리벤지
- 이세계 마왕과 소환 소녀의 노예 마술 오메가
- 예를 들어 라스트 던전 앞 마을의 소년이 초반 마을에서 사는 듯한 이야기
- 에스케이 에이트
- 백 애로우
- 우리들의 리메이크
- 피치보이 리버사이드
- 안녕, 나의 크라머
- 안녕, 나의 크라머 퍼스트 터치
- 일하는 세포!!
- 일하는 세포 BLACK
- 천지창조 디자인부
- 궁극 진화한 풀다이브RPG가 현실보다도 망겜이라면
- 슈퍼커브
- 환상게임
- 또봇 V 시즌3 우주수호대
- 종말의 하렘 (무삭제판)
- 장미왕의 장례 행렬
- 장난을 잘 치는 타카기 양 3
- 이세계 미소녀 수육 아저씨와
- 이세계 미궁에서 하렘을
- 현자의 제자를 자칭하는 현자
- 살애
- 오리엔트
- 귀멸의 칼날: 유곽 편
- 사사키와 미야노
- 마도정병의 슬레이브
- 사사키와 피짱
- 티어문 제국 이야기
- 어둠의 실력자가 되고 싶어서!
- 그녀도 여친 1, 2
- 렌탈 여친 1, 2, 3
- 귀멸의 칼날 3기
- 파티피플 공명
- 샹그릴라 프론티어
- 스파이 교실 1, 2
- 아르스의 거수
- 나의 백합은 일입니다!
- 귀멸학원 이야기
- 기동전사 건담 수성의 마녀
- 체인소 맨 (무삭제)
- 부덕의 길드 (무삭제)
- 좀 100 ~좀비가 되기 전에 하고 싶은 100가지~
- 성지무쌍
- 헬크
- 아야카 -AYAKA-
- 마사무네의 리벤지 1기
- 스텔라의 마법
- NEW GAME!
- level1 원룸과 마왕 용사
- 라그나 크림슨
- 변경의 팔라딘 2기
- 좀비딸
- 나 혼자만 레벨업
- 몰락 예정의 귀족이지만, 한가하니까 마법에 열중해봤다
- 주술회전
- 이 회사에 좋아하는 사람이 있습니다
- 청의 엑소시스트 시마네 일루미너티편
- 쿠로이와 메다카에게 내 귀여움이 통하지 않아
- 당신은 저승님
- 미팅에 나갔는데 여자가 없었던 이야기
- 【최애의 아이】
- 용기폭발 뱅브레이번
- 꽝 스킬 《나무 열매 마스터》 ~스킬의 열매(먹으면 죽는다)를 무한히 먹을 수 있게 된 건에 대하여~
- 악역영애 전생 아저씨
- 트릴리온 게임
- 망각 배터리
- 마법사가 되지 못한 여자아이의 이야기
- 의매생활
- 언네임드 메모리
- 새출발 영애는 용제 폐하를 공략 중
- 사랑은 쌍둥이로 나눌 수 없어
- 이세계 느긋한 기행 ~육아 하면서 모험가 합니다~

- 날아라! 호빵맨 극장판 : 우당탕과 쌍둥이별
- 날아라! 호빵맨 극장판 : 태양을 향해 손바닥을
- 날아라! 호빵맨 극장판 :용기의 꽃이 필 무렵
- 날아라! 호빵맨 극장판 : 꿈고양이 나라에 야옹이
- 날아라! 호빵맨 극장판 :쓰레기맨의 별
- 날아라! 호빵맨 극장판 : 인어공주의 눈물
- 오! 나의 여신님 극장판
- 테니스의 왕자 극장판 : Another Story
- 포켓몬스터 XY 극장판 : 후파 - 광륜의 초마신
- 체포하겠어 극장판
- 베리베리뮤우뮤우 극장판 : 반딧불 축제의 추억
- 어떤 마술의 금서목록 극장판
- 케이온! 더 무비
- 이야기 극장 - 헬로키티와 친구들

### OVA 더빙
- 딸기 100% OVA
- 어떤 과학의 초전자포 OVA
- 제로의 사역마 OVA
- 하야테처럼!! OVA
- 오늘부터 마왕 OVA
- 아리아 디 아리에타 OVA
- Darker than Black OVA
- 제비뽑기 언밸런스 OVA

### 자막(비동시방영작)
- 에일리언 9
- 졸업-세일러 빅토리
- 케이온! 번외편 25~27화
- 미니프로그램 - 아유마유
- 레드바론
- 스즈미야 하루히의 소실